# باشگاه فوتبال تراکتورسازی تبریز در فصل ۸۹–۱۳۸۸
- تراکتور سازی تبریز با ۱٫۰۳۰٫۰۰۰ تماشاگر در طول فصل به عنوان پرتماشاگرترین تیم ایران انتخاب شد.

## عملکرد

### رقابت‌ها
| رقابت‌ها        | مرحله آغازین | مرحله پایانی / جایگاه | نخستین بازی   | واپسین بازی     |
| -------------- | ------------ | --------------------- | ------------- | --------------- |
| لیگ برتر ۸۹–۸۸ | هفته اول     | هفتم                  | ۱۶ مرداد ۱۳۸۸ | ۲ اردیبهشت ۱۳۸۹ |
| جام حذفی ۸۹–۸۸ | ۱/۱۶ نهایی   | ۱/۱۶ نهایی            | ۲۰ بهمن ۱۳۸۸  | ۲۰ بهمن ۱۳۸۸    |

## جدولرده‌بندی
| رتبه | تیم           | بازی | برد | مساوی | باخت | زده | خورده | تفاضل | امتیاز | جایگاه                             | توضیحات |
| ---- | ------------- | ---- | --- | ----- | ---- | --- | ----- | ----- | ------ | ---------------------------------- | ------- |
| 1    | سپاهان        | 34   | 19  | 10    | 5    | 67  | 30    | +37   | 48     | لیگ قهرمانان آسیا ۲۰۱۱ مرحله گروهی |         |
| 2    | ذوب آهن       | 34   | 16  | 13    | 5    | 48  | 29    | +19   | 45     | لیگ قهرمانان آسیا ۲۰۱۱ مرحله گروهی |         |
| 3    | استقلال       | 34   | 16  | 11    | 7    | 49  | 32    | +17   | 43     | لیگ قهرمانان آسیا ۲۰۱۱ مرحله گروهی |         |
| 4    | پرسپولیس      | 34   | 13  | 14    | 7    | 46  | 40    | +6    | 40     | لیگ قهرمانان آسیا ۲۰۱۱ مرحله گروهی |         |
| 7    | تراکتورسازی   | 34   | 11  | 14    | 9    | 43  | 42    | +1    | 36     |                                    |         |
| 15   | پاس همدان     | 34   | 9   | 11    | 14   | 36  | 44    | −8    | 29     |                                    |         |
| 16   | مقاومت        | 34   | 8   | 13    | 13   | 34  | 45    | −11   | 29     | سقوط به لیگ آزادگان ۹۰-۸۹          |         |
| 17   | ابومسلم       | 34   | 7   | 11    | 16   | 36  | 51    | −15   | 25     | سقوط به لیگ آزادگان ۹۰-۸۹          |         |
| 18   | استقلال اهواز | 34   | 7   | 9     | 18   | 38  | 60    | −22   | 23     | سقوط به لیگ آزادگان ۹۰-۸۹          |         |

آخرین به روز رسانی جدول ۲ تیر ۱۳۸۹ (میلادی)
منبع: 
نحوه قرار گرفتن در جدول:1st امتیاز؛ 2nd تفاضل گل؛ 3rd گل زده.
# = رتبه در جدول؛ بازی = تعداد بازی؛ برد = بازیهای برده؛ مساوی = بازیهای مساوی؛ باخت = بازیهای باخته؛ زده = گل زده؛ خورده = گل خورده؛ تفاضل = تفاضل گل؛ امتیاز = امتیاز گرفته؛
(ق) = قهرمان؛ (س) = سقوط کرده؛ (ص) = صعود به رده بالاتر؛ (پ) = رفتن به پلی آف؛ (۱/۴) = رفتن به ۱/۴

نوشته نیما۱۵
| قهرمان لیگ برتر فوتبال ایران ۸۹–۸۸ |
| ---------------------------------- |
| سپاهان اصفهان                      |
| دومین قهرمانی                      |

### بازی‌ها
| جدول نتایج تراکتور سازی در نیم فصل اول لیگ برتر ایران فصل ۸۹–۱۳۸۸ | جدول نتایج تراکتور سازی در نیم فصل اول لیگ برتر ایران فصل ۸۹–۱۳۸۸ | جدول نتایج تراکتور سازی در نیم فصل اول لیگ برتر ایران فصل ۸۹–۱۳۸۸ | جدول نتایج تراکتور سازی در نیم فصل اول لیگ برتر ایران فصل ۸۹–۱۳۸۸ | جدول نتایج تراکتور سازی در نیم فصل اول لیگ برتر ایران فصل ۸۹–۱۳۸۸ | جدول نتایج تراکتور سازی در نیم فصل اول لیگ برتر ایران فصل ۸۹–۱۳۸۸ | جدول نتایج تراکتور سازی در نیم فصل اول لیگ برتر ایران فصل ۸۹–۱۳۸۸ |
| هفته                                                              | تیم میزبان                                                        | نتیجه                                                             | تیم مهمان                                                         | استادیوم                                                          | امتیاز                                                            | رتبه                                                              |
| ----------------------------------------------------------------- | ----------------------------------------------------------------- | ----------------------------------------------------------------- | ----------------------------------------------------------------- | ----------------------------------------------------------------- | ----------------------------------------------------------------- | ----------------------------------------------------------------- |
| ۱                                                                 | صبا باتری تهران                                                   | ۲ - ۱                                                             | تراکتورسازی                                                       | یادگار امام قم                                                    | ۰                                                                 | ۱۳                                                                |
| ۲                                                                 | تراکتورسازی                                                       | ۰ - ۰                                                             | ذوب‌آهن اصفهان                                                     | یادگار امام تبریز                                                 | ۱                                                                 | ۱۴                                                                |
| ۳                                                                 | شاهین بوشهر                                                       | ۲ - ۴                                                             | تراکتورسازی                                                       | بهشتی بوشهر                                                       | ۴                                                                 | ۱۰                                                                |
| ۴                                                                 | تراکتورسازی                                                       | ۲ - ۱                                                             | راه‌آهن ری                                                         | یادگار امام تبریز                                                 | ۷                                                                 | ۷                                                                 |
| ۵                                                                 | پیکان قزوین                                                       | ۱ - ۰                                                             | تراکتورسازی                                                       | رجائی قزوین                                                       | ۷                                                                 | ۸                                                                 |
| ۶                                                                 | تراکتورسازی                                                       | ۱ - ۱                                                             | استقلال تهران                                                     | یادگار امام تبریز                                                 | ۸                                                                 | ۱۰                                                                |
| ۷                                                                 | مقاومت سپاسی شیراز                                                | ۲ - ۲                                                             | تراکتورسازی                                                       | حافظیه شیراز                                                      | ۹                                                                 | ۱۰                                                                |
| ۸                                                                 | تراکتورسازی                                                       | ۱ - ۰                                                             | فولاد اهواز                                                       | یادگار امام تبریز                                                 | ۱۲                                                                | ۶                                                                 |
| ۹                                                                 | ملوان بندر انزلی                                                  | ۱ - ۱                                                             | تراکتورسازی                                                       | تختی بندر انزلی                                                   | ۱۳                                                                | ۷                                                                 |
| ۱۰                                                                | تراکتورسازی                                                       | ۱ - ۲                                                             | سایپا کرج                                                         | یادگار امام تبریز                                                 | ۱۳                                                                | ۱۰                                                                |
| ۱۱                                                                | سپاهان اصفهان                                                     | ۳ - ۱                                                             | تراکتورسازی                                                       | فولادشهر اصفهان                                                   | ۱۳                                                                | ۱۱                                                                |
| ۱۲                                                                | استیل آذین تهران                                                  | ۲ - ۲                                                             | تراکتورسازی                                                       | اکباتان                                                           | ۱۴                                                                | ۱۲                                                                |
| ۱۳                                                                | تراکتورسازی                                                       | ۱ - ۰                                                             | ابومسلم خراسان                                                    | یادگار امام تبریز                                                 | ۱۷                                                                | ۱۰                                                                |
| ۱۴                                                                | پرسپولیس تهران                                                    | ۲ - ۱                                                             | تراکتورسازی                                                       | آزادی تهران                                                       | ۱۷                                                                | ۱۲                                                                |
| ۱۵                                                                | تراکتورسازی                                                       | ۱ - ۰                                                             | مس کرمان                                                          | یادگار امام تبریز                                                 | ۲۰                                                                | ۱۱                                                                |
| ۱۶                                                                | استقلال اهواز                                                     | ۲ - ۳                                                             | تراکتورسازی                                                       | تختی اهواز                                                        | ۲۳                                                                | ۹                                                                 |
| ۱۷                                                                | تراکتورسازی                                                       | ۲ - ۲                                                             | پاس همدان                                                         | یادگار امام تبریز                                                 | ۲۴                                                                | ۸                                                                 |
| تعداد بازی‌های نیم فصل اول                                         | تعداد بازی‌های نیم فصل اول                                         | تعداد بازی‌های نیم فصل اول                                         | تعداد بازی‌های نیم فصل اول                                         | تعداد بازی‌های نیم فصل اول                                         | تعداد بازی‌های نیم فصل اول                                         | ۱۷                                                                |
| تعداد بردهای نیم فصل اول                                          | تعداد بردهای نیم فصل اول                                          | تعداد بردهای نیم فصل اول                                          | تعداد بردهای نیم فصل اول                                          | تعداد بردهای نیم فصل اول                                          | تعداد بردهای نیم فصل اول                                          | ۶                                                                 |
| تعداد تساوی‌های نیم فصل اول                                        | تعداد تساوی‌های نیم فصل اول                                        | تعداد تساوی‌های نیم فصل اول                                        | تعداد تساوی‌های نیم فصل اول                                        | تعداد تساوی‌های نیم فصل اول                                        | تعداد تساوی‌های نیم فصل اول                                        | ۶                                                                 |
| تعداد باخت‌های نیم فصل اول                                         | تعداد باخت‌های نیم فصل اول                                         | تعداد باخت‌های نیم فصل اول                                         | تعداد باخت‌های نیم فصل اول                                         | تعداد باخت‌های نیم فصل اول                                         | تعداد باخت‌های نیم فصل اول                                         | ۵                                                                 |
| تعداد گل زده در نیم فصل اول                                       | تعداد گل زده در نیم فصل اول                                       | تعداد گل زده در نیم فصل اول                                       | تعداد گل زده در نیم فصل اول                                       | تعداد گل زده در نیم فصل اول                                       | تعداد گل زده در نیم فصل اول                                       | ۲۴                                                                |
| تعداد گل خورده در نیم فصل اول                                     | تعداد گل خورده در نیم فصل اول                                     | تعداد گل خورده در نیم فصل اول                                     | تعداد گل خورده در نیم فصل اول                                     | تعداد گل خورده در نیم فصل اول                                     | تعداد گل خورده در نیم فصل اول                                     | ۲۳                                                                |
| تفاضل گل نیم فصل اول                                              | تفاضل گل نیم فصل اول                                              | تفاضل گل نیم فصل اول                                              | تفاضل گل نیم فصل اول                                              | تفاضل گل نیم فصل اول                                              | تفاضل گل نیم فصل اول                                              | ۱+                                                                |
| امتیاز نیم فصل اول                                                | امتیاز نیم فصل اول                                                | امتیاز نیم فصل اول                                                | امتیاز نیم فصل اول                                                | امتیاز نیم فصل اول                                                | امتیاز نیم فصل اول                                                | ۲۴                                                                |
| رتبه نیم فصل                                                      | رتبه نیم فصل                                                      | رتبه نیم فصل                                                      | رتبه نیم فصل                                                      | رتبه نیم فصل                                                      | رتبه نیم فصل                                                      | ۸                                                                 |

| جدول نتایج تراکتور سازی در نیم فصل دوم لیگ برتر ایران فصل ۸۹–۱۳۸۸ | جدول نتایج تراکتور سازی در نیم فصل دوم لیگ برتر ایران فصل ۸۹–۱۳۸۸ | جدول نتایج تراکتور سازی در نیم فصل دوم لیگ برتر ایران فصل ۸۹–۱۳۸۸ | جدول نتایج تراکتور سازی در نیم فصل دوم لیگ برتر ایران فصل ۸۹–۱۳۸۸ | جدول نتایج تراکتور سازی در نیم فصل دوم لیگ برتر ایران فصل ۸۹–۱۳۸۸ | جدول نتایج تراکتور سازی در نیم فصل دوم لیگ برتر ایران فصل ۸۹–۱۳۸۸ | جدول نتایج تراکتور سازی در نیم فصل دوم لیگ برتر ایران فصل ۸۹–۱۳۸۸ |
| هفته                                                              | تیم میزبان                                                        | نتیجه                                                             | تیم مهمان                                                         | استادیوم                                                          | امتیاز                                                            | رتبه                                                              |
| ----------------------------------------------------------------- | ----------------------------------------------------------------- | ----------------------------------------------------------------- | ----------------------------------------------------------------- | ----------------------------------------------------------------- | ----------------------------------------------------------------- | ----------------------------------------------------------------- |
| ۱۸                                                                | تراکتورسازی                                                       | ۳ - ۱                                                             | صبا باتری تهران                                                   | یادگار امام تبریز                                                 | ۲۷                                                                | ۸                                                                 |
| ۱۹                                                                | ذوب‌آهن اصفهان                                                     | ۱ - ۰                                                             | تراکتورسازی                                                       | فولادشهر اصفهان                                                   | ۲۷                                                                | ۹                                                                 |
| ۲۰                                                                | تراکتورسازی                                                       | ۱ - ۱                                                             | شاهین بوشهر                                                       | یادگار امام تبریز                                                 | ۲۸                                                                | ۸                                                                 |
| ۲۱                                                                | راه‌آهن ری                                                         | ۰ - ۰                                                             | تراکتورسازی                                                       | راه‌آهن اکباتان                                                    | ۲۹                                                                | ۸                                                                 |
| ۲۲                                                                | تراکتورسازی                                                       | ۱ - ۰                                                             | پیکان قزوین                                                       | یادگار امام تبریز                                                 | ۳۲                                                                | ۷                                                                 |
| ۲۳                                                                | استقلال تهران                                                     | ۲ - ۲                                                             | تراکتورسازی                                                       | آزادی تهران                                                       | ۳۳                                                                | ۶                                                                 |
| ۲۴                                                                | تراکتورسازی                                                       | ۰ - ۰                                                             | مقاومت سپاسی شیراز                                                | یادگار امام تبریز                                                 | ۳۴                                                                | ۶                                                                 |
| ۲۵                                                                | فولاد اهواز                                                       | ۱ - ۱                                                             | تراکتورسازی                                                       | تختی اهواز                                                        | ۳۵                                                                | ۷                                                                 |
| ۲۶                                                                | تراکتورسازی                                                       | ۲ - ۱                                                             | ملوان بندر انزلی                                                  | یادگار امام تبریز                                                 | ۳۸                                                                | ۶                                                                 |
| ۲۷                                                                | سایپا کرج                                                         | ۱ - ۰                                                             | تراکتورسازی                                                       | انقلاب کرج                                                        | ۳۸                                                                | ۶                                                                 |
| ۲۸                                                                | تراکتورسازی                                                       | ۱ - ۱                                                             | سپاهان اصفهان                                                     | یادگار امام تبریز                                                 | ۳۹                                                                | ۶                                                                 |
| ۲۹                                                                | تراکتورسازی                                                       | ۲ - ۱                                                             | استیل آذین تهران                                                  | یادگار امام تبریز                                                 | ۴۲                                                                | ۶                                                                 |
| ۳۰                                                                | ابومسلم خراسان                                                    | ۳ - ۰                                                             | تراکتورسازی                                                       | ثامن الائمه مشهد                                                  | ۴۲                                                                | ۶                                                                 |
| ۳۱                                                                | تراکتورسازی                                                       | ۱ - ۱                                                             | پرسپولیس تهران                                                    | یادگار امام تبریز                                                 | ۴۳                                                                | ۷                                                                 |
| ۳۲                                                                | مس کرمان                                                          | ۳ - ۲                                                             | تراکتورسازی                                                       | باهنر کرمان                                                       | ۴۳                                                                | ۷                                                                 |
| ۳۳                                                                | تراکتورسازی                                                       | ۲ - ۱                                                             | استقلال اهواز                                                     | یادگار امام تبریز                                                 | ۴۶                                                                | ۷                                                                 |
| ۳۴                                                                | پاس همدان                                                         | ۱ - ۱                                                             | تراکتورسازی                                                       | مفتح همدان                                                        | ۴۷                                                                | ۷                                                                 |
| تعداد بازی‌های نیم فصل دوم                                         | تعداد بازی‌های نیم فصل دوم                                         | تعداد بازی‌های نیم فصل دوم                                         | تعداد بازی‌های نیم فصل دوم                                         | تعداد بازی‌های نیم فصل دوم                                         | تعداد بازی‌های نیم فصل دوم                                         | ۱۷                                                                |
| تعداد بردهای نیم فصل دوم                                          | تعداد بردهای نیم فصل دوم                                          | تعداد بردهای نیم فصل دوم                                          | تعداد بردهای نیم فصل دوم                                          | تعداد بردهای نیم فصل دوم                                          | تعداد بردهای نیم فصل دوم                                          | ۵                                                                 |
| تعداد تساوی‌های نیم فصل دوم                                        | تعداد تساوی‌های نیم فصل دوم                                        | تعداد تساوی‌های نیم فصل دوم                                        | تعداد تساوی‌های نیم فصل دوم                                        | تعداد تساوی‌های نیم فصل دوم                                        | تعداد تساوی‌های نیم فصل دوم                                        | ۸                                                                 |
| تعداد باخت‌های نیم فصل دوم                                         | تعداد باخت‌های نیم فصل دوم                                         | تعداد باخت‌های نیم فصل دوم                                         | تعداد باخت‌های نیم فصل دوم                                         | تعداد باخت‌های نیم فصل دوم                                         | تعداد باخت‌های نیم فصل دوم                                         | ۴                                                                 |
| تعداد گل زده در نیم فصل دوم                                       | تعداد گل زده در نیم فصل دوم                                       | تعداد گل زده در نیم فصل دوم                                       | تعداد گل زده در نیم فصل دوم                                       | تعداد گل زده در نیم فصل دوم                                       | تعداد گل زده در نیم فصل دوم                                       | ۱۹                                                                |
| تعداد گل خورده در نیم فصل دوم                                     | تعداد گل خورده در نیم فصل دوم                                     | تعداد گل خورده در نیم فصل دوم                                     | تعداد گل خورده در نیم فصل دوم                                     | تعداد گل خورده در نیم فصل دوم                                     | تعداد گل خورده در نیم فصل دوم                                     | ۱۹                                                                |
| تفاضل گل نیم فصل دوم                                              | تفاضل گل نیم فصل دوم                                              | تفاضل گل نیم فصل دوم                                              | تفاضل گل نیم فصل دوم                                              | تفاضل گل نیم فصل دوم                                              | تفاضل گل نیم فصل دوم                                              | ۰+                                                                |
| امتیاز نیم فصل دوم                                                | امتیاز نیم فصل دوم                                                | امتیاز نیم فصل دوم                                                | امتیاز نیم فصل دوم                                                | امتیاز نیم فصل دوم                                                | امتیاز نیم فصل دوم                                                | ۲۳                                                                |
| رتبه پایان فصل                                                    | رتبه پایان فصل                                                    | رتبه پایان فصل                                                    | رتبه پایان فصل                                                    | رتبه پایان فصل                                                    | رتبه پایان فصل                                                    | ۷                                                                 |

بازی هفتهٔ سی ام برابر با ابومسلم ۱–۰ به نفع ابومسلم بود ولی به علت اعتراض کادر فنی و سرمربی تیم و خارج کردن تیم از زمین بازی ناتمام ماند و سازمان لیگ نتیجهٔ بازی را ۳–۰ به نفع ابومسلم اعلام کرد.

## آمار نتایج فصل
| نیم فصل | تعداد بازی | برد | تساوی | باخت | گل زده | گل خورده | تفاضل گل | امتیاز | رتبه |
| ------- | ---------- | --- | ----- | ---- | ------ | -------- | -------- | ------ | ---- |
| اول     | ۱۷         | ۶   | ۶     | ۵    | ۲۴     | ۲۳       | ۱+       | ۲۴     | ۸    |
| دوم     | ۱۷         | ۵   | ۸     | ۴    | ۱۹     | ۱۹       | ۰        | ۲۳     | ۷    |
| کل      | ۳۴         | ۱۱  | ۱۴    | ۹    | ۴۳     | ۴۲       | ۱+       | ۴۷     | ۷    |

## آمار بازیکنان

### کاپیتان
- محمد نصرتی

### گلزنان
- محمد ابراهیمی و فرهاد خیرخواه با ۱۰ گل وپژمان مقدمی با7گل در  جدول گلزنان این دوره لیگ برتر قرار گرفت.

### بیشترین بازی
- محمد نصرتی .مصطفی اکرامی و مهدی کیانی. پژمان مقدمی. هرکدام با ۳۱ بازی برای باشگاه تراکتورسازی در رتبه ۵ جدول بیشترین بازی در این دوره لیگ برتر قرار گرفت.